# Dark Reign 2
Dark Reign 2 ist ein Echtzeit-Strategiespiel mit 3D-Grafik, welches von Pandemic Studios entwickelt und am 5. Juli 2000 von Activision für Microsoft Windows veröffentlicht wurde. Es ist das Prequel zu Dark Reign.

## Handlung
Die verfeindeten Sprawlers und die Jovian Detention Authority (JDA) sind in einen Konflikt verwickelt, der das 26. Jahrhundert der Erde umfasst. Seismische Aktivitäten haben die Erde instabil gemacht, worauf die Evakuierung begonnen wurde. Vor dessen ökologischem Zusammenbruch errichtete die JDA große Kuppelstädte, um die Bürger vor rauen Bedingungen zu schützen, errichtete jedoch eine Diktatur. Wer sich dieser entziehen wollte, musste außerhalb auf dem sterbenden Planeten ausharren. Die Sprawler versuchen daher in die Kuppelstädte einzudringen, während die JDA versucht, die Rebellen zu unterwerfen.

## Rezeption
Dank des Schere-Stein-Papier-Prinzips können sture Tank-Rushs gekontert werden. Armeesteuerung und die Kameraperspektiven seien vorbildlich. Die Grafik sei teils einseitig, aber anderen 3D-Strategiespielen ebenbürtig. Die Einheiten seien zwar teils originell, die Auswahl sei aber nicht groß. Zudem seien sie auf dem Schlachtfeld eher unselbstständig. Der Soundtrack sei packend. Das Kräfteverhältnis der Fraktionen sei stets ausgeglichen. Dark Reign 2 würden jedoch die Highlights fehlen. Die Gefechte seien tumultartig, für ein gezieltes Anvisieren von einzelnen Einheiten fehle die Zeit. Der Ressourcenmangel lasse den Basisbau zu kurz kommen. Die langen Laufwege seien durch ungünstige Kameraeinstellungen erschwert. Die strategische Tiefe sei im Vergleich zum Vorgänger reduziert worden. Die Hintergrundgeschichte sei wirr und uninspiriert. Oft fehle die Übersicht. Die Computergegner agieren intelligent.

## Quelltext
Der Quelltext zu Dark Reign 2 wurde 2011 von einem früheren Pandemic-Entwickler veröffentlicht, um zu vermeiden, dass das Spiel Abandonware bleibt und keinen Support mehr erhält. Es handelt sich jedoch eher um einen Leak mit rechtlich unklarem Status.